# RS-464
Pour les articles homonymes, voir Route 464.
La RS 464 est une route locale de la mésorégion métropolitaine de Porto Alegre, dans l'État du Rio Grande do Sul, reliant la municipalité de Nova Hartz à la RS-239, district de Campo Vicente de cette même commune. Elle est longue de 5,030 km.